# Патрік Деламонтань
Патрік Деламонтань (фр. Patrick Delamontagne, нар. 18 червня 1957, Ла-Буексьєр) — французький футболіст, що грав на позиції півзахисника.
Виступав, зокрема, за клуби «Ренн» та «Монако», а також національну збірну Франції.

## Клубна кар'єра
У дорослому футболі дебютував 1974 року виступами за команду «Ренн», в якій провів чотири сезони, взявши участь у 71 матчі чемпіонату. 
Згодом з 1978 по 1982 рік грав у складі команд «Лаваль» та «Нансі».
Своєю грою за останню команду привернув увагу представників тренерського штабу клубу «Монако», до складу якого приєднався 1982 року. Відіграв за команду з Монако наступні два сезони своєї ігрової кар'єри.
Протягом 1984—1988 років захищав кольори клубів «Лаваль» та «Марсель».
У 1988 році повернувся до клубу «Ренн», за який відіграв 3 сезони. Більшість часу, проведеного у складі «Ренна», був основним гравцем команди. Завершив професійну кар'єру футболіста виступами за команду «Ренн» у 1991 році.

## Виступи за збірну
У 1981 році дебютував в офіційних матчах у складі національної збірної Франції.
Загалом протягом кар'єри в національній команді, яка тривала 7 років, провів у її формі 3 матчі.